# Raphaël Millet
 (janvier 2023).
Pour les articles homonymes, voir Millet.
Raphaël Millet (né en 1970) est un écrivain, critique, producteur de cinéma et de télévision, réalisateur français. Il est également programmateur et organisateur d'événements culturels.

## Formation
Après des études secondaires au lycée Henri-IV, Raphaël Millet obtient le diplôme de l'Institut d'études politiques de Paris (Sciences Po) en section Service public en 1994, un diplôme d'études approfondies (DEA) en science politique (option Études africanistes) à l'Université Panthéon-Sorbonne en 1995, et un diplôme d'études approfondies (DEA) en études cinématographiques et audiovisuelles à l'Université Sorbonne Nouvelle - Paris 3 en 1996.

## Carrière
Raphaël Millet commence sa carrière en 1996-97, comme consultant juridique pour le cabinet Shearman & Sterling puis pour l'Agence de coopération culturelle et technique (ACCT, devenue depuis l'Organisation internationale de la francophonie). En avril 1998, il rejoint le Centre national du cinéma et de l'image animée, où il travaille comme chargé de mission auprès du directeur général, Marc Tessier. En juin 1999, il suit Marc Tessier à France Télévisions comme chargé de mission auprès du président-directeur général et du secrétaire général chargé du cabinet de la présidence du groupe. En septembre 2000, Raphaël Millet devient conseiller technique chargé de la culture, du cinéma, de l'audiovisuel et des TIC au sein du cabinet du secrétaire d'État à l'Outre-mer, Christian Paul.
Parallèlement à cela, pendant la même période, il est chargé de cours en cinéma à l'Université Sorbonne Nouvelle - Paris 3 de 1997 à 2002. Il enseigne aussi à l'École supérieure d'études cinématographiques (ESEC) et est correcteur au concours d’entrée à La Femis.
Il est ensuite attaché culturel et audiovisuel à Singapour de mars 2002 à août 2006, où il supervise notamment la programmation du Festival du film français de Singapour qui s'y déroule tous les ans, et où il organise l'exposition La Terre vue du ciel (Earth from Above) de Yann Arthus-Bertrand sur Orchard Road, principale artère de Singapour. De septembre 2006 à février 2008, il occupe le poste d'attaché audiovisuel régional pour le Moyen-Orient, basé à Dubaï.
En avril 2007, il fonde avec Olivier Bohler la société de production  audiovisuelle et cinématographique Nocturnes Productions qui devient pleinement active à partir de mi 2008. Il y  est notamment le producteur délégué des documentaires Sous le nom de Melville (2008), Jean-Luc Godard, le désordre exposé (2012), Edgar Morin, chronique d'un regard (2014) et Italia, le feu, la cendre  (2021), ainsi que le réalisateur de Pierre Schoendoerffer, la sentinelle de la mémoire (2011), Le Voyage cinématographique de Gaston Méliès à Tahiti (2014), Le Voyage cinématographique de Gaston Méliès dans les Mers du Sud et en Extrême-Orient (2015), Chaplin à Bali (2017),,,, La Poche de Saint-Nazaire, une si longue occupation (2019),, Matisse voyageur, en quête de lumière (2020),,,,, U-96, la véritable histoire de Das Boot (2023) et Berry été 44, une victoire volée (2024),.
Parallèlement à ses activités de production, il conseille Phish Communications, société basée à Singapour dont il devient associé. Il y travaille notamment à l’essor des relations publiques et du marketing dans le domaine culturel, ainsi qu'à l'organisation d'événements culturels, en aidant notamment à développer le Mois de la photographie Asie (Month of Photography Asia), le festival français Voilah!
Par ailleurs, Raphaël Millet poursuit depuis 1995 une activité d’écriture, d’un côté en collaborant occasionnellement à des revues culturelles et des magazines de cinéma (Qantara, Cinémathèque, Positif, Trafic, Atlas des Cahiers du cinéma, Simulacres, BiblioAsia), de l’autre en publiant des ouvrages sur le cinéma, ou des recueils de poésie.

## Publications

### Livres
- Cinema in Lebanon / Le Liban au cinéma, Beyrouth, Rawiya Editions, 2017, 464 p.  (ISBN 978-614-8010-01-9)[22],[23]
- Singapore Cinema, Singapour, Éditions Didier Millet, mai 2006, 160 p.  (ISBN 981-4155-42-X)[24],[25],[26]
- Petites mélancolies de tous les jours qui passent, Nantes, Joca Seria, mars 2004, 70 p.  (ISBN 2-84809-019-7)[21],[27],[28],[29]
- Le Cinéma de Singapour. Paradis perdu, doute existentiel, crise identitaire et mélancolie contemporaine, Paris, L’Harmattan, collection « Regards pluriels », mars 2004, 142 p.  (ISBN 2-7475-6055-4)[19]
- Cinémas de la Méditerranée, cinémas de la mélancolie, Paris, L’Harmattan, collection « Regards pluriels », juillet 2002, 117 p.  (ISBN 2-7475-2921-5)[20],[30]

### Participation à des ouvrages collectifs
- (en) « Five Ashore in Singapore - A European Spy Film », BiblioAsia, Singapour, National Library Board, vol.14, issue 03, Octobre-Décembre 2018, p. 10-17[31].
- (en) « Chaplin in Bali », BiblioAsia, Singapour, National Library Board, vol.13, issue 01, April–June 2017, p. 02-07[32].
- (en) « Gaston Méliès and His Lost Films of Singapore », BiblioAsia, Singapour, National Library Board, vol.12, issue 01, April-June 2016[33].
- (en) « The Revival of Singaporean Cinema 1995-2014 », BiblioAsia, Singapour, National Library Board, vol.11, issue 01, April-June 2015. ISSN 0219-8126 (print). ISSN 1793-9968 (online).
- « À un degré de l’équateur : le cinéma de Singapour des origines à nos jours », Le Cinéma d’Asie du Sud-Est / Southeast Asian Cinema, bilingue, sous la direction de Jean-Pierre Gimenez, entrées sur Singapour, Lyon, Asiexpo, avril 2012, 600 p.  (ISBN 978-2-9528018-5-0)
- « Singapour, Malaisie : au carrefour de l’Asie », « Les studios Malay Film Productions des Shaw Brothers et Cathay-Keris de Loke Wan Tho », « Qui est Maria Menado ? », « Qui est P. Ramlee ? », « Qui est Hussain Haniff ? », catalogue Malaisie-Singapour : le cinéma, Paris, Centre Pompidou, décembre 2009, p. 5–7, 11-12, 17, 21, 24.
- « Remembering Henri Huet, the Young Veteran », catalogue de l’exposition Requiem, Singapour, Nanyang Academy of Fine Arts (NAFA), en partenariat avec le Month of Photography Asia, juillet 2011, p. 4–5.  (ISBN 978-981-08-9097-1)
- Dictionnaire du cinéma asiatique, entrées sur les cinémas de Malaisie et de Singapour, Paris, Éditions Nouveau Monde, 2008  (ISBN 2-847363-59-9)[34]
- The Encyclopedia of Singapore, entrées sur le cinéma, Singapour, EDM/Archipelago Press, septembre 2006  (ISBN 9814155632)[35]
- Dictionnaire du cinéma, rédaction des notices sur les cinémas africains, arabes, iraniens, Paris, Larousse, octobre 2001.  (ISBN 9782035050311)[36]
- « Cimetières marins : les Méditerranées de Jean-Daniel Pollet », Jeune, dure et pure ! Une histoire du cinéma d’avant-garde et expérimental en France, sous la direction de Nicole Brenez et Christian Lebrat, Paris, Cinémathèque française / Mazzotta, 2000, p. 459.  (ISBN 2900596300)
- « En attendant le vote des bêtes sauvages (Afrique 50 de René Vautier) », Jeune, dure et pure ! Une histoire du cinéma d’avant-garde et expérimental en France, sous la direction de Nicole Brenez et Christian Lebrat, Paris, Cinémathèque française / Mazzotta, 2000, p. 324–325.  (ISBN 2900596300)
- « L’Indépendance cinématographique dans le champ du pouvoir. Une question éminemment politique », Théorème, Paris, Presses universitaires de la Sorbonne Nouvelle, no 9, printemps 1998, p. 39–48.
- « (In)dépendance des cinémas du Sud &/vs France », Théorème, Paris, Presses universitaires de la Sorbonne Nouvelle, no 9, printemps 1998, p. 141-178[37],[38]

### Production et direction d'ouvrages
- The First Night Race. Photographs of the Singapore Grand Prix 2008, par Paul-Henri Cahier, Singapour, LookOutPress (Phish Communications), 2009  (ISBN 978-981-08-4012-9)[39]
- Engaging Asia, catalogue du Month of Photography Asia 2009, Singapour, LookOutPress (Phish Communications), 2009  (ISBN 978-981-08-3398-5)
- Grand Prix. The F1 Legend through Photography, par Bernard et Paul-Henri Cahier, Singapour, LookOutPress (Phish Communications), 2008  (ISBN 978-981-08-1496-0)

## Filmographie
Sauf indication contraire, les informations mentionnées dans cette section peuvent être confirmées par la base de données cinématographiques IMDb,  présente dans la section « Liens externes ».

### Production
- 2008 : Sous le nom de Melville
- 2011 : André S. Labarthe s'expose : du chat au chapeau
- 2011 : Melville/Delon : d'honneur et de nuit
- 2011 : A mi-chemin
- 2012 : Jean-Luc Godard, le désordre exposé
- 2014 : Edgar Morin, chronique d'un regard
- 2018 : Dramonasc
- 2021 : Italia, le feu, la cendre

### Réalisation
- 2011 : Pierre Schoendoerffer, la sentinelle de la mémoire
- 2014 : Le Voyage cinématographique de Gaston Méliès à Tahiti
- 2015 : Le Voyage cinématographique de Gaston Méliès dans les Mers du Sud et en Extrême-Orient
- 2017 : Chaplin à Bali
- 2019 : La Poche de Saint-Nazaire, une si longue occupation
- 2020 : Matisse voyageur, en quête de lumière
- 2020 : Le Capitol de Singapour
- 2023 : U-96, la véritable histoire de Das Boot
- 2024 : Berry été 44, une victoire volée ?